# Nemoniquídeos
Nemoniquídeos (Nemonychidae) é uma pequena família de gorgulhos, colocada dentro do grupo primitivo de gorgulhos porque eles têm antenas retas em vez de geniculadas (cotovelos). Eles são frequentemente chamados de gorgulhos de flores de pinheiro. Como nos Anthribidae, o labrum aparece como um segmento separado do clípeo, e os palpos maxilares são longos e salientes. Nemonychidae têm todos os ventritos livres, enquanto os Anthribidae têm ventritos 1-4 conatos ou parcialmente fundidos. Nemonychidae carece de carenas laterais no pronoto, enquanto estas geralmente estão presentes, embora possam ser curtas, em Anthribidae.
Nemonychidae são historicamente divididos em três subfamílias: Nemonychinae da região paleártica com o único gênero Nemonyx e um hospedeiro incomum, a angiosperma Delphinium. A maioria das espécies das outras duas subfamílias estão associadas a Pinales alimentando-se do pólen das inflorescências masculinas. Cimberidinae são encontrados no hemisfério norte, enquanto Rhinorhynchinae ocorrem principalmente no hemisfério sul, especialmente encontrados em Podocarpaceae e Araucariaceae. Pesquisas filogenéticas recentes indicam que os Cimberidinae são irmãos de todos os Curculionoidea restantes, e foi proposto elevar o grupo ao nível familiar.
Tanto os adultos quanto as larvas de Nemonychidae se alimentam principalmente de pólen. Quando maduras, as larvas caem no chão dos cones masculinos ou flores em que residiam para pupar no solo a menos de cinco centímetros da superfície.
Existe um registro fóssil bastante extenso de Nemonychidae que vai do Jurássico superior ao âmbar terciário.

## Taxa extante
Cimberidinae:
- Acromacer
- Cimberis
- Doydirhynchus
- Lecontellus
- Pityomacer

Nemonychinae:
- Nemonyx

Rhinorhynchinae:
- Aragomacer
- Araucomacer
- Atopomacer
- Basiliogeus
- Basiliorhinus
- Brarus
- Bunyaeus
- Eutactobius
- Idiomacer
- Mecomacer
- Nannomacer
- Notomacer
- Pagomacer
- Rhinorhynchus
- Rhynchitomacer
- Rhynchitomacerinus
- Rhynchitoplesius
- Stenomacer
- Zimmiellus

## Taxa extinta
- †Kuschelomacer[7]
- †subfamily Brenthorrhininae Arnoldi 1977
  - †tribe Brenthorrhinini Arnoldi 1977
    - †subtribe Brenthorrhinina Arnoldi 1977
      - †Abrenthorrhinus Legalov 2009 Karabastau Formation, Cazaquistão, Caloviano/Oxfordiano
      - †Brenthorrhinus Arnoldi 1977 Karabastau Formation, Kazakhstan, Calloviano/Oxfordiano
      - †Gobibrenthorrhinus Gratshev and Legalov 2009 Ulugei Formation, Mongólia, Tithonian

    - †subtribe Brenthorrhinoidina Legalov 2003
      - †Brenthorrhinoides Gratshev and Zherikhin 1995 Karabastau Formation, Kazakhstan, Callovian/Oxfordian

  - †tribe Distenorrhinini Arnoldi 1977
    - †Buryatnemonyx Legalov 2010 Khasurty locality, Russia, Aptiano
    - †Distenorrhinus Arnoldi 1977  Karabastau Formation, Kazakhstan, Callovian/Oxfordian, La Pedrera de Rúbies Formation, Las Hoyas, Spain, Barremian Khasurty locality, Russia, Aptian
    - †Megabrenthorrhinus Gratshev and Zherikhin 1995 Karabastau Formation, Kazakhstan, Callovian/Oxfordian
    - †Microbrenthorrhinus Gratshev and Zherikhin 2000 La Pedrera de Rúbies Formation, Spain, Barremian
    - †Talbragarus Oberprieler and Oberprieler 2012 Talbragar Fossil bed, Austrália, Tithonian

  - †tribe Eccoptarthrini Arnoldi 1977
    - †Astenorrhinus Gratshev and Zherikhin 1995 Karabastau Formation, Kazakhstan, Callovian/Oxfordian
    - †Cratonemonyx Legalov 2014 Crato Formation, Brazil, Aptian
    - †Eccoptarthrus Arnoldi 1977 Karabastau Formation, Kazakhstan, Callovian/Oxfordian
    - †Procurculio Arnoldi 1977 Karabastau Formation, Kazakhstan, Callovian/Oxfordian
- †subfamily Cretonemonychinae Gratshev and Legalov 2009
  - †tribe Cretonemonychini Gratshev and Legalov 2009
    - †Cretonemonyx Gratshev and Legalov 2009 Zaza Formation, Russia, Aptian
    - †Pseudonemonyx Gratshev and Legalov 2009 Zaza Formation, Russia, Aptian
    - †Turononemonyx Legalov 2014 Kzyl-Zhar, Kazakhstan, Turoniano

  - †tribe Eocaenonemonychini Legalov 2013
    - †Eocaenonemonyx Legalov 2013 Green River Formation, United States, Eoceno
    - †"Eugnamptus" decemsatus Scudder 1878 Green River Formation, United States, Eocene
    - †"Sitona" grandaevus Scudder 1876 Green River Formation, United States, Eocene
- †subfamily Eobelinae Arnoldi 1977
  - †tribe Eobelini Arnoldi 1977
    - †Archaeorrhynchoides Legalov 2009 Karabastau Formation, Kazakhstan, Callovian/Oxfordian
    - †Archaeorrhynchus Martynov 1926 Karabastau Formation, Kazakhstan, Callovian/Oxfordian
    - †Eobelus Arnoldi 1977 Karabastau Formation, Kazakhstan, Callovian/Oxfordian
    - †Martynovirhynchus Legalov 2010 Karabastau Formation, Kazakhstan, Callovian/Oxfordian

  - †tribe Karataucarini Legalov 2009
    - †Ampliceps Arnoldi 1977 Karabastau Formation, Kazakhstan, Callovian/Oxfordian

  - †tribe Oxycorynoidini Arnoldi 1977
    - †Oxycorynoides Arnoldi 1977 Karabastau Formation, Kazakhstan, Callovian/Oxfordian Weald Clay, United Kingdom, Barremian Gurvan-Eren Formation, Mongolia, Aptian
    - †Microprobelus Liu et al. 2006 Yixian Formation, China, Aptian
    - †Khetoxycorynoides Legalov 2011 Emanra Formation, Russia, Turonian
    - †Cratomacer Zherikhin and Gratshev 2004 Crato Formation, Brazil, Aptian

  - †tribe Probelini Legalov 2009
    - †Belonotaris Arnoldi 1977 Karabastau Formation, Kazakhstan, Callovian/Oxfordian
    - †Probelus Arnoldi 1977 Karabastau Formation, Kazakhstan, Callovian/Oxfordian

  - Incertae sedis
    - †Longidorsum Zhang 1997 Dalazi Formation, China, Aptian
- †subfamily Paleocartinae Legalov 2003
  - †tribe Metrioxenoidini Legalov 2009
    - †Brasilnemonyx Legalov 2009 Crato Formation, Brazil, Aptian
    - †Cretoxenoides Legalov 2010 Huhtyk Formation, Mongolia, Hauteriviano
    - †Khetanamonyx Legalov 2009 Emanra Formation, Russia, Turonian
    - †Megametrioxenoides Gratshev and Legalov 2009 Tsagaantsav Formation, Mongolia, Valanginian
    - †Metrioxenoides Gratshev et al. 1998 Lulworth Formation, United Kingdom, Berriasiano

  - †tribe Paleocartini Legalov 2003
    - †subtribe Nebrenthorrhinina Legalov 2007
      - †Nebrenthorrhinus Legalov 2003 La Pedrera de Rúbies Formation, Spain, Barremian

    - †subtribe Paleocartina Legalov 2003
      - †Paleocartus Legalov 2003 Karabastau Formation, Kazakhstan, Callovian/Oxfordian

  - †tribe Selengarhynchini Gratshev and Legalov 2009
    - †Selengarhynchoides Legalov 2010 Sharin-Gol Formation, Mongolia, Barremian
    - †Selengarhynchus Gratshev and Legalov 2009 Sharin-Gol Formation, Mongolia, Barremian
- Subfamily Rhinorhynchinae Voss 1922
  - Tribe Mecomacerini Kuschel 1994
    - †Burmomacer Legalov 2018 Burmese amber, Myanmar, Cenomaniano
    - †Burmonyx Davis and Engel 2014 Burmese amber, Myanmar, Cenomanian
    - †Guillermorhinus Clarke and Oberprieler 2018 Burmese amber, Myanmar, Cenomanian
    - †Renicimberis Legalov 2009 Yixian Formation, China, Aptian